# 楊家麟
楊家麟（1910年10月13日—1994年10月25日），字宇光，雲南元江人；中華民國政治人物，財經專才，國民黨籍。

## 生平
1934年畢業於上海復旦大學政治經濟系。對日抗戰期間，從事文宣工作，並曾任雲南省臨時參議會參議員。抗戰勝利之後，經陳立夫安排出任省政府地政局局長；1948年1月，膺選為該省第二選區第一屆立法委員。
國共內戰後隨政府遷臺，在立法院對國家建設頗有建言；期間長期兼任國民黨中央設計考核委員會（考核紀律委員會前身）副主任委員，並為經濟組召集人。1965年1月，應新任經濟部長李國鼎邀請，擔任該部政務次長（常次為張繼正），主管農業事務；並於離任前不久，接替李兼任國民黨臺灣區產業黨部主任委員。
楊於1969年間由蔣經國委任，與陳雪屏及宋達負責籌備行政院研究發展考核委員會（研考會），並任該會副主委。爾後曾受王作榮請託，將李登輝引薦予蔣，旋拔擢其為農復會組長。
1972年6月，蔣經國出任行政院院長，楊繼陳雪屏為新內閣之研考會主委。任內致力於建立各部會研考制度，諸如研訂「行政機關處理人民陳情案件改造要點」及「行政機關績效服務工作及服務態度改進要點」等。1974年重大施政「十大建設」之初，研考會在管考方面亦負了很大的責任。
1976年6月，繼張繼正之後出掌行政院經濟設計委員會（經設會）；兩位副主委郭婉容和孫震均獲留任。翌年12月，經設會與行政院財經小組合併，改組為經濟建設委員會（經建會），由中央銀行總裁俞國華兼任主任委員；楊則退居第二線，轉任仍屬部會首長層級之駐會委員。
楊為經建會任期最久之委員，較昔日長官李國鼎任期（1977－1988年）更長兩年；於1990年年屆八十始正式退休，旋獲聘為總統府國策顧問。
楊的再娶夫人楊寶琳亦為第一屆立法委員（山東省婦女團體），並長期擔任國民黨中央委員。兩人結縭近三十載，直至1993－1994年年間相繼辭世。1993年7月，總統李登輝明令褒揚楊女士；翌年11月，明令褒揚楊先生，表彰其對國家經濟發展之貢獻。
臺北市雲南省同鄉會於1969年年底正式成立，楊獲選為首屆理事長。逝世前不久，曾踏足闊別四十餘載之元江老家；並於遺產中撥款數百萬新臺幣，分別贈予家鄉及臺北市雲南省同鄉會等團體，嘉惠清寒學子。